# ナスフ
ナスフ（naskh）は、コーランのなかに一見相反する記述がある場合、一方の記述が他方を取り消した、置き換えたと解釈することで、その矛盾を解消するという理論である。ナスフはアラビア語で廃棄を意味し、廃棄、取り消しなどと訳される。タフスィール学（コーラン解釈学）、ハディース学、イスラーム法源学の分野に関わる理論であり、コーラン解釈学の方法論の一つ。ナスフは、アッラーは「（啓示の）どの節を取り消しても、また忘れさせても、それに優るか、またはそれと同様のものを授け（コーラン2：106）」、コーランには矛盾がないとされることから用いられる。
多くのウラマー（イスラーム法学者）は「コーランはコーランによって廃棄され、ハディースはハディースによって廃棄される」というナスフ学説を受け入れているが、ハディースによるコーランの廃棄、コーランによるハディースの廃棄は繊細なテーマであり、ウラマーによって解釈が異なる。ナスフ学説は、イスラム教における飲酒やジハード（コーランの「剣の節」（多神教徒の殺害））、一時的な結婚制度である一時婚（ムトア）等の解釈にも大きな影響がある。
例えば、ムハンマドのハディースによってコーランの記述が破棄できるか否かの解釈によって、シーア派には一時婚があるが、スンナ派では禁止されている。
イスラーム法やコーラン解釈に関わる重要分野だが、日本ではあまり知られていない。